# Saurita pipis
Saurita pipis är en fjärilsart som beskrevs av Ob. Saurita pipis ingår i släktet Saurita och familjen björnspinnare. Inga underarter finns listade.